# منطقة الجديد الثورة
تقع منطقة الجديد الثورة في شمال ولاية الجزيرة مع الحدود مع ولاية الخرطوم، محلية الكاملين ويقطن هذه المنطقة لفيف من القبائل السودانية المختلفة.
عرفت هذه المنطقة بالتجارة والزراعة وهي منطقة ملتقى طرق جمعت ثقافة القرية والمدينة معاً ولكن الطابع الغالب على أهل المنطقة هي شكل القرية في التعامل.  وتنقسم قرى الجديد الثورة إلى الجديد الثورة 1 خليف . الجديد الثورة 2 العطشة ، الجديد الثورة 2 العوامرة ، الجديد الثورة 2 الدبب ، الجديد الثورة 3 عمران وتعتبر منطقة الجديد الثورة من المناطق العريقة من حيث التاريخ وهي ملتقى لعدد من القرى وتقع في شارع الخرطوم مدني الغربي كما عرف سكانها ايضاً بالتجارة في عدة المجالات ومطلة علي النيل الأزرق 

## جغرافية المنطقة
تنقسم الجدايد إلى خمس جدايد وهي : الجديد 1 (حليف) الجديد 3 (عمران) والدبب والعوامرة والعطشة يمثلون الجديد 2 معاً ويحدهم في الغرب محلج الباقير والمنطقة الصناعية ومن الشرق الشقلة عوج الدرب ومدينة جياد ومن الناحية الشمالية النيل الأزرق والجنوبية خط السكة حديد.

## الجديد عمران
تقع قرية الجديد عمرآن على بعد 43 كلم مترا جنوبي مدينة الخرطوم، وتصنف إداريا ضمن ولاية الجزيرة – محافظة الكاملين – ريفي المسيد سابقا – محلية الصناعات حاليا .
يحدها من الشمال النيل الأزرق ومن الجنوب شارع مدني الخرطوم ومن الشرق قرية الشقلة عوج الدرب ومن الغرب القرية التوأم لها قرية الدبب
الروايات السماعية المتواترة تتحدث عن أنّ قرية الجديد عمرآن ربما تكون قد نشأت قبل أكثر من ألف عام تقريبا، وفي هذه الحالة قد تكون النشأة لهذه القرية في الفترة ما بين 980 م إلى 1010 م على وجه التقريب والظن وليس على وجه اليقين، وهذا الزعم يدعمه أصحابه بأنّ نار القرآن ( حلقات تعليم القرآن ) في هذه المنطقة بدأت متزامنة مع ظهور الشيخ إدريس ود الأرباب شرق النيل وهو ظهر في تلك الفترة تقريبا.
هناك رواية أخرى تقول إنّ قرية الجديد عمرآن والمنطقة نشأت في فترة السلطنة الزرقاء أي حوالي عام 1505 م، ويدعمون زعمهم هذا بأنّ اسم الجديد أصلا جاء من أنّ عبد اللّه جماع وعمارة دنقس في حلفهم لضرب مملكة سوبا وهما قادمين من منطقة سنار جددا البيعة بينهما في قرية الجديد عمرآن والمنطقة لذلك أخذت الجديد عمرآن وباقي الجدايد اسم الجديد من هذا الحدث الهام .
الذي يرجح أنّ هذه القرى الخمس المكونة لمنطقة الجدايد كانت تأخذ أسماء لها معاني ودلالات لدى سكانها، وربما كان عمرآن هو الجد أو المؤسس أو أول ساكن للموقع الذي تقع فيه قرية الجديد عمرآن الحالية، وكعادة العرب يسمون المناطق بأسمائهم أو ما يميزها سميت القرية باسم ( عمرآن ) ، واستمر الحال هكذا إلى أنّ جاءت حادثة تجديد الحلف بين الزعيمين دنقس وجماع فتحور الاسم إلى ( الجديد عمرآن ) وهكذا بقية القرى الخمس المكونة للمنطقة، الجديد الدبب والجديد العوامرة والجديد العطشة والجديد حليف .
ومن هنا نسنتج أنّ قرية الجديد عمرآن نشأت قبل دولة الفونج ولكن تحدث إسمها في تلك الفترة ن وإن صح استنتاجنا فإنّ قرية الجديد عمرآن نشأت في حدود عام 1010م باسم عمرآن، وتحدث اسمها في حدود العام 1505 م إلى ( الجديد عمرآن ) ، وفي العام 1970 م جاءت تسمية الجديد الثورة .
مثلت الزراعة المطرية وتربية الماشية مهنة الأجداد، وبعد ظهور مشروع الجزيرة في العام 1924 م، امتهن كثير من أهل القرية الزراعة المروية ( الحواشات ) بجانب زراعتهم المطرية، وبتطور الحياة وتعقيداتها واهتمام الأبناء بالتعليم وتركهم مهن الآباء انحسرت الزراعة وانقرضت تربية الماشية، وأصبحت التجارة هي المهنة الغالبة لأهل قرية الجديد عمرآن بجانب وجود الأطباء والمهندسين والزراعيين والاقتصاديين والمدرسين والعسكريين والإداريين وغيرهم .

## الجديد العوامره
تبعد من الخرطوم 41 كلم وتقع في منتصف الجدايد ومعظم سكان هذه القرية سكراب ينتهي نسبهم إلى عمارة دنقس سلطان الفونج وجدتهم تسمى عجبتي (عجوبه) وما زال هذا الاسم يتداولونه. وفي الجديد العوامره أيضا حضراب وكواهله وقليل من باقي القبائل السودانية. وسكانها المقيمين بها حوالي ألف فقط. ثلث سكان الجديد العوامره جدهم الفكي عمر عثمان يوسف الملقب بالتجاني نسبه إلى الطريقة التيجانية وكان أحد أعلام الطريقة التيجانية في الجزيرة عامة وعاصر كل من الفكي أحمد العقار بقريه محمد زين والشيخ الطيب أبو قنايه والشيخ مجذوب مدثر الحجاز والشيخ والشيخ يوسف بقوي. وتوفي الفكي عمر 1977. والآن أولاده وأحفاده معظمهم سالكين الطريقة التيجانية. ويعمل أهل الجديد العوامرة بالتجارة والزراعة وموظفين.

## الجديد الثورة 2 العطشة
1. ↑  "الطيران الحربي يضرب الدعم السريع داخل الجديد الثورة | صحيفة الظهيرة". 31 يوليو 2023. اطلع عليه بتاريخ 2024-08-26.